# Cupidopsis cissus
The Common Meadow Blue (Cupidopsis cissus) là một loài bướm ngày thuộc họ Bướm xanh. Nó được tìm thấy ở hầu hết Africa, phía nam of the Sahara.
Sải cánh dài 22–34 mm đối với con đực và 23–36 mm đối với con cái. Con trưởng thành bay từ tháng 9 đến tháng 4 và tháng 5 và đôi khi vào tháng 6 và tháng 7 trong khu vực cận nhiệt đới.
Ấu trùng ăn hoa của loài Eriosema và Vigna.

## Phụ loài
- Cupidopsis cissus cissus (along the coast from West Cape to East Cape và KwaZulu-Natal, inland along the Drakensberg foothills to Gauteng và the North West Province. Also in mountains in Mpumalanga, North West Province và Limpopo Province)
- Cupidopsis cissus extensa Libert, 2003